# EuroAirport Basel-Mulhouse-Freiburg
EuroAirport Basel-Mulhouse-Freiburg (IATA: BSL, MLH, EAP, ICAO: LFSB) là một sân bay quốc tế có cự ly 6 km về phía tây bắc của Basel (Thụy Sĩ), 22 km (14 mi) về phía đông of Mulhouse (Pháp), và gần Freiburg (Đức). Sân bay này nằm ở Pháp, trong xã Saint-Louis gần biên giới Đức và Thụy Sĩ. Sân bay này đã phục vụ 4.270.000 lượt khách vào năm 2007.
Basel-Mulhouse-Freiburg là một trong ít các sân bay trên thế giới do hai quốc gia vận hành chung, đó là Pháp và Thụy Sĩ. Trụ sở cơ quan vận hành tọa lạc ở Blotzheim, Pháp. Sân bay nằm hoàn toàn trên đất của Pháp nhưng lại vận hành theo một hiệp định thiết lập năm 1946 theo đó cả dân Thụy Sĩ và Pháp được quyền đến sân bay này mà không cần thủ tục hải quan hay giới hạn biên giới.
Nhà ga sân bay ban đầu được chia thành hai phần. Tuy nhiên, do Thụy Sĩ đã gia nhập Hiệp ước Schengen vào tháng 3 năm 2009, hai nửa này đã được hợp nhất.
Do địa vị quốc tế của nó, EuroAirport có ba mã sân bay IATA: BSL (Basel) là mã Thụy Sĩ, MLH (Mulhouse) là mã của Pháp và EAP (EuroAirport) là mã quốc tế. Mã sân bay ICAO là LFSB.

## Các hãng hàng không và tuyến bay
| Hãng hàng không                                                     | Các điểm đến |
| ------------------------------------------------------------------- | --- |
| Aigle Azur                                                          | Algiers, Constantine, Sétif |
| Air Arabia Maroc                                                    | Casablanca |
| Air Algérie                                                         | Constantine |
| Airlinair                                                           | Rennes |
| Air France                                                          | Paris-Orly |
| Air France cung ứng bởi CityJet                                     | Amsterdam |
| Air France cung ứng bởi HOP!                                        | Ajaccio, Calvi, Lyons, Paris-Charles de Gaulle, Paris-Orly |
| Air Transat                                                         | Montréal-Trudeau [theo mùa] |
| Austrian Airlines cung ứng bởi Tyrolean Airways                     | Vienna |
| British Airways                                                     | London-Heathrow |
| Bulgarian Air Charter                                               | Bourgas, Varna [theo mùa] |
| DanubeWings                                                         | Bratislava, Poprad |
| EasyJet                                                             | Berlin-Schönefeld, London-Luton, London-Stansted, London-Gatwick, Porto |
| EasyJet Switzerland                                                 | Alicante, Amsterdam, Barcelona, Bordeaux, Cagliari, Düsseldorf [begins 2 November], Hamburg, Istanbul-Sabiha Gökçen, Lisbon, Madrid, Malaga, Marrakech, Naples, Nice, Olbia, Palma de Mallorca, Porto, Rome-Ciampino                  |
| Hello                                                               | Antalya, Corfu, Dakar, Heraklion, Hurghada, Larnaca, Palma de Mallorca, Pristina, Rhodes, Split, Taba |
| Iceland Express                                                     | Reykjavik-Keflavik |
| Lufthansa Regional cung ứng bởi Augsburg Airways                    | Munich |
| Lufthansa Regional cung ứng bởi Lufthansa CityLine                  | Frankfurt, Munich |
| Lufthansa Regional cung ứng bởi Eurowings                           | Düsseldorf |
| Onur Air                                                            | Antalya |
| Pegasus Airlines                                                    | Antalya, Bodrum |
| Pegasus cung ứng bởi IZair                                          | Izmir |
| Ryanair                                                             | Alicante, Cagliari [theo mùa], London-Stansted, Marseilles, Porto, Stockholm-Skavsta [theo mùa] |
| Sky Airlines                                                        | Antalya |
| SunExpress                                                          | Antalya |
| Swiss International Air Lines cung ứng bởi Swiss European Air Lines | Amsterdam, Barcelona, Brussels, Budapest, London-City, Manchester, Prague, Warsaw, Zürich |
| TUIfly                                                              | Corfu [theo mùa], Fuerteventura, Funchal [theo mùa], Heraklion [theo mùa], Kos [theo mùa], Lanzarote [resumes 2 May], Las Palmas de Gran Canaria, Minorca [theo mùa], Palma de Mallorca [theo mùa], Rhodes [theo mùa], Tenerife-South |
| Turkish Airlines                                                    | Istanbul-Atatürk |
| Twin Jet                                                            | Marseilles, Toulouse |

### Các hãng hàng không vận tải hàng hóa
| Hãng hàng không                      | Các điểm đến          |
| ------------------------------------ | --------------------- |
| DHL                                  | Leipzig/Halle         |
| DHL cung ứng bởi Atlantic Airlines   | East Midlands         |
| DHL cung ứng bởi Bluebird Cargo      | Geneva, Leipzig/Halle |
| Korean Air Cargo                     | Seoul-Incheon         |
| MASkargo                             | Kuala Lumpur          |
| TNT Airways                          | Liège                 |
| UPS cung ứng bởi Farnair Switzerland | Cologne/Bonn          |